# Anthurium vittariifolium
Anthurium vittariifolium är en kallaväxtart som beskrevs av Adolf Engler. Anthurium vittariifolium ingår i släktet Anthurium och familjen kallaväxter. Inga underarter finns listade.